# Trianthema ceratosepala
Trianthema ceratosepala är en isörtsväxtart som beskrevs av Georg Ludwig August Volkens och Irmscher. Trianthema ceratosepala ingår i släktet Trianthema och familjen isörtsväxter. Inga underarter finns listade i Catalogue of Life.